# さんふらわあ きりしま (初代)
さんふらわあ きりしま (初代)は、フェリーさんふらわあが運航していたフェリー。

## 概要
さんふらわあ おおさか（旧・さんふらわあ5）の代船として三菱重工業下関造船所で建造され、ブルーハイウェイラインの大阪－志布志航路に1993年8月26日に就航した。
1997年から1999年までは東京 - 大洗 - 苫小牧航路で使用された。2000年の分社化によりブルーハイウェイライン西日本の所有となる。
関西汽船とダイヤモンドフェリーのフェリーさんふらわあへの統合により、2009年11月1日からフェリーさんふらわあによる運航となった。その際、ファンネルマークがダイヤモンドフェリーの頭文字のDのマークからオレンジ1色に変更された。
2017年1月31日より、大阪港の発着地をかもめフェリーターミナルからコスモフェリーターミナルに移転。
後継船である2代目さんふらわあ きりしまの就航後は、船名をさんふらわあ きりしま1に変更し一時運航休止ののち2018年10月2日から31日まで3代目「さんふらわあ さつま」、11月26日から12月16日まで2代目「さんふらわあ きりしま」の機関トラブルに伴う代船として再度臨時運航された。

## 船内

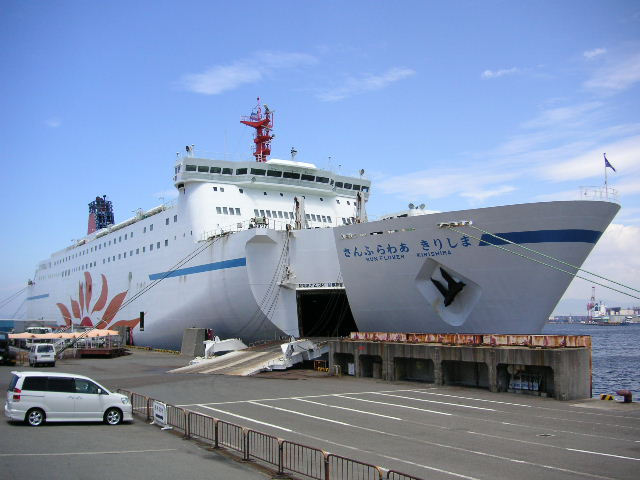
接岸中の本船（大阪南港かもめフェリーターミナル）

船内インテリアは「地中海の風」を同型2隻のテーマとし、本船は南フランスのイメージで統一し、内装に白の配色を中心に明るいイメージとした。個室は全て海側で窓があり、トイレは温水洗浄便座付となっている。
| タイプ | クラス              | 定員    | 設備                                                                               |
| ------ | ------------------- | ------- | ---------------------------------------------------------------------------------- |
| 個室   | デラックス          | 2-3名   | 3名利用の場合は補助ベッド使用 ユニットバス、トイレ、洗面台、テレビ、冷蔵庫、窓あり |
| 個室   | デラックスB         | 2-3名   | 3名利用の場合は補助ベッド使用 シャワールーム、トイレ、洗面台、テレビ、窓あり       |
| 個室   | デラックスB（和室） | 2-3名   | シャワールーム、トイレ、洗面台、テレビ、窓あり                                     |
| 個室   | ファースト          | 4-5名   | 5名利用の場合はエキストラマット使用 2段ベッド、テレビ、窓あり                      |
| 個室   | ファーストシングル  | 1名     | テレビ、窓あり                                                                     |
| 寝台   | ツーリストベッド    | 4名/6名 | 電源コンセント                                                                     |
| 大部屋 | ツーリスト          |         | テレビ、電源コンセント（共用）                                                     |

### 主な設備
- エントランス
- レストラン「コートダジュール」
- 展望サロン「カンヌ」
- 売店
- 自動販売機
- 展望風呂
- コインロッカー
- 喫煙コーナー
- 授乳コーナー
- ゲームコーナー
- ペットルーム
- ドライバー娯楽室

過去の設備
- カードルーム
- カラオケルーム
- 和室「霧島」（ツーリストルームに変更）
- ラウンジ「ソレイユ」（ツーリストルームに変更）
- グリル「ル・ブルー」（フリースペースに変更）
- スナック「ミモザ」（自販機コーナーに変更）